# Micròfon de contacte

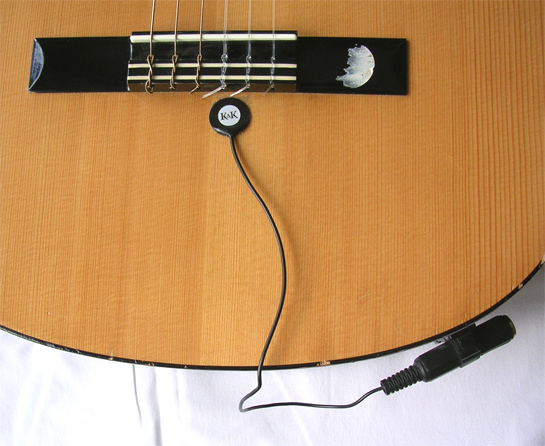
Micròfon de contacte d'una guitarra clàssica.

Un micròfon de contacte és un micròfon ceràmic de similar funcionament als de cristall, encara que el diafragma, en lloc d'estar format per dues plaques de cristall de quars, està format per dues peces ceràmiques (titanat de bari). De la mateixa manera, quan l'ona sonora incideix sobre el diafragma, les plaques es dobleguen i generen tensió elèctrica. El diagrama polar del micròfon ceràmic és omnidireccional. Encara que el micro de ceràmica té menys sensibilitat que el micròfon de cristall, suporta millor la humitat i les baixes temperatures. En l'actualitat són molt utilitzats en intercomunicadors, aparells auditius per sords i en molts serveis on cal un micròfon que ocupi poc volum i on no s'exigeixi una reproducció d'elevada qualitat.